# Ctenus naranjo
Ctenus naranjo là một loài nhện trong họ Ctenidae.
Loài này thuộc chi Ctenus. Ctenus naranjo được miêu tả năm 2004 bởi Alayón.